# Royaume de Nri
XIIe siècle – 1912
Le Royaume de Nri (Igbo : Ọ̀ràézè Ǹrì) est un ancien État africain situé dans l'actuel Nigeria. Le royaume existe sous forme de sphère d'influence religieuse et politique sur l'ensemble de l'Igboland, avant son expansion, et est administré par un roi-prêtre nommé Ézè. Le siège religieux du Royaume de Nri se situe dans la ville de Nri, aujourd'hui Agukwu Nri, tandis que le siège politique et économique se situe à Igbo-Ukwu. À la mort de l'Ézè Nri, sept ans s'écoule avant la nomination de son successeur. Les Ézè Nri gèrent le commerce et la diplomatie au nom du peuple Nri, un sous-groupe du peuple de langue Igbo, et possèdent l'autorité divine en matière religieuse.
Le royaume est un refuge pour tous ceux qui sont rejetés dans leurs communautés et aussi un lieu où les esclaves sont libérés de leur servitude. Le royaume Nri se développe grâce à la conversion et l'allégeance des communautés avoisinantes, et non par des conquêtes. La tradition attribue à Eri, un être céleste selon la religion, la fondation du royaume. Il serait descendu sur terre afin d'y établir la civilisation. L'un des vestiges les plus connus de la civilisation Nri se manifeste dans les artefacts d'Igbo ukwu. La culture de Nri représente la principale influence des Igbo du Nord et de l'Ouest, notamment à travers la religion et les tabous.
Le royaume maintient son autorité régionale jusqu'au XVIe siècle et son influence atteint son apogée au XVIIIe siècle, aux côtés de l'expansion du royaume du Bénin, d'Igala, ainsi que de la traite des esclaves. Le royaume décline ensuite, mais la hiérarchie Ézè persiste jusqu'à l'établissement du Nigéria colonial en 1911. En 1974, le renouveau socioculturel du Nigéria moderne permet au Royaume de Nri de devenir un État traditionnel du Nigéria.

## Histoire

### Contexte

#### Mythologique
Le royaume Nri est un royaume de la région Igbo du Nigeria. Nri et Aguleri, à l'origine du mythe de la création Umueri-Igbo, se trouvent sur le territoire du clan Umu-Eri, qui retrace leurs lignées jusqu'à la figure du roi légendaire, Eri. L'origine d'Eri n'est pas claire, bien qu'il soit décrit comme un être céleste  envoyé par le dieu Chukwu. Il est crédité d'avoir d'abord donné l'ordre sociétal aux habitants d'Anambra. L'histoire de Nri peut être divisée en six périodes principales : la période pré-Eri, la période Eri, la migration et l'unification, l'apogée de l'influence, le déclin et le renouveau socioculturel. Dans la tradition orale, le Royaume de Nri est considéré comme celui des premiers Igbos.

#### Archéologique
L'un des plus importants sites archéologiques du Nigéria, situé à Igbo-Ukwu fournit un large éventail de matériel archéologique datant d'avant la fondation estimée du royaume Nri. Il s'agit des premiers bronzes du pays Igbo découverts, avec ceux d'Ezira, une ville à 24 km à l'Est d'Igbo-Ukwu et 12 km au sud de la ville de Nri. Plusieurs de ces objets semblent témoigner d'une culture matérielle propre à cette région du Nigéria au IXe siècle, avant les productions d'Ife qui est considérée comme le berceau de la métallurgie nigériane. La totalité des objets découverts proviennent d'un même tombeau.
Le sanctuaire dans lequel se trouve cette chambre mortuaire contient également plus de soixante mille perles, de nombreuses poteries et des objets correspondant à un personnage de rang ozo dans la hiérarchie igbo. L'un des bronzes représente également une femme portant des scarifications typiques des rituels Nri, l'ichi (en). Selon la mythologie, seule la fille d'un Ézè Nri a le droit de porter ces marques. Ces indices permettent d'émettre l'hypothèse que ce tombeau est celui d'un précurseur Ézè Nri ou du premier Ézè Nri selon la légende orale. Les données archéologiques démontrent que l'hégémonie nri en pays Igbo daterait du IXe siècle et qu'elle se fonde sur les idéologies, doctrines et symboles religieux. Cette datation est fortement antérieure à celles estimées par la légende orale.
Les fouilles archéologiques mettent en évidence l'existence de voies commerciales transsahariennes insoupçonnées jusque-là, transportant des ressources identifiées dans le tombeau de provenance lointaine. Certaines billes de verres semblent provenir de Venise et d'Inde. Les représentations artistiques dans les bronzes présentent également des indices surprenant tels que des chevaux et des coquillages alors que le territoire d'Igbo-Ukwu est très reculé de la mer et que les maladies ne permettent pas aux chevaux d'y survivre. 

#### Origine
L'origine de la culture nri et de la fondation de son royaume fait l'objet de plusieurs hypothèses sur base des découvertes archéologiques et de la tradition orale. Cette méthode, employée par M. A. Onwuejeogwu, est fortement critiquée par Nwankwo Nwaezeigwe qui qualifie certaines associations de mensongères et fallacieuses. D'après lui, les découvertes à Igbo-Ukwu ne permettent pas d'être associées au royaume de Nri, mais en primeur à la culture oraeri, puisque les découvertes se situent sur leur territoire. L'origine des Oraeris est intrinsèquement liée à une crise qui s'est déroulée entre les royaumes de Diodi-Akamkpisi et Nri, menant à l'appropriation du trône de l'Ézè-Nri par les Nri, et l'éviction des Oraeris de leur territoire, migrant en territoire Idigo,. 
Trois pistes sur les origines culturelles des Igbo, et du sous-groupe nri, sont avancées : la théorie de l'autochtonie, basée sur l'ancienneté des établissements et les preuves archéologiques ; la théorie de la confluence Niger-Bénoué, qui explique la dispersion et la différenciation linguistique des groupes ethniques de la région ; et la théorie de l'origine juive des Igbo, qui est souvent abusée dans des écrits historiques douteux.

### Fondation

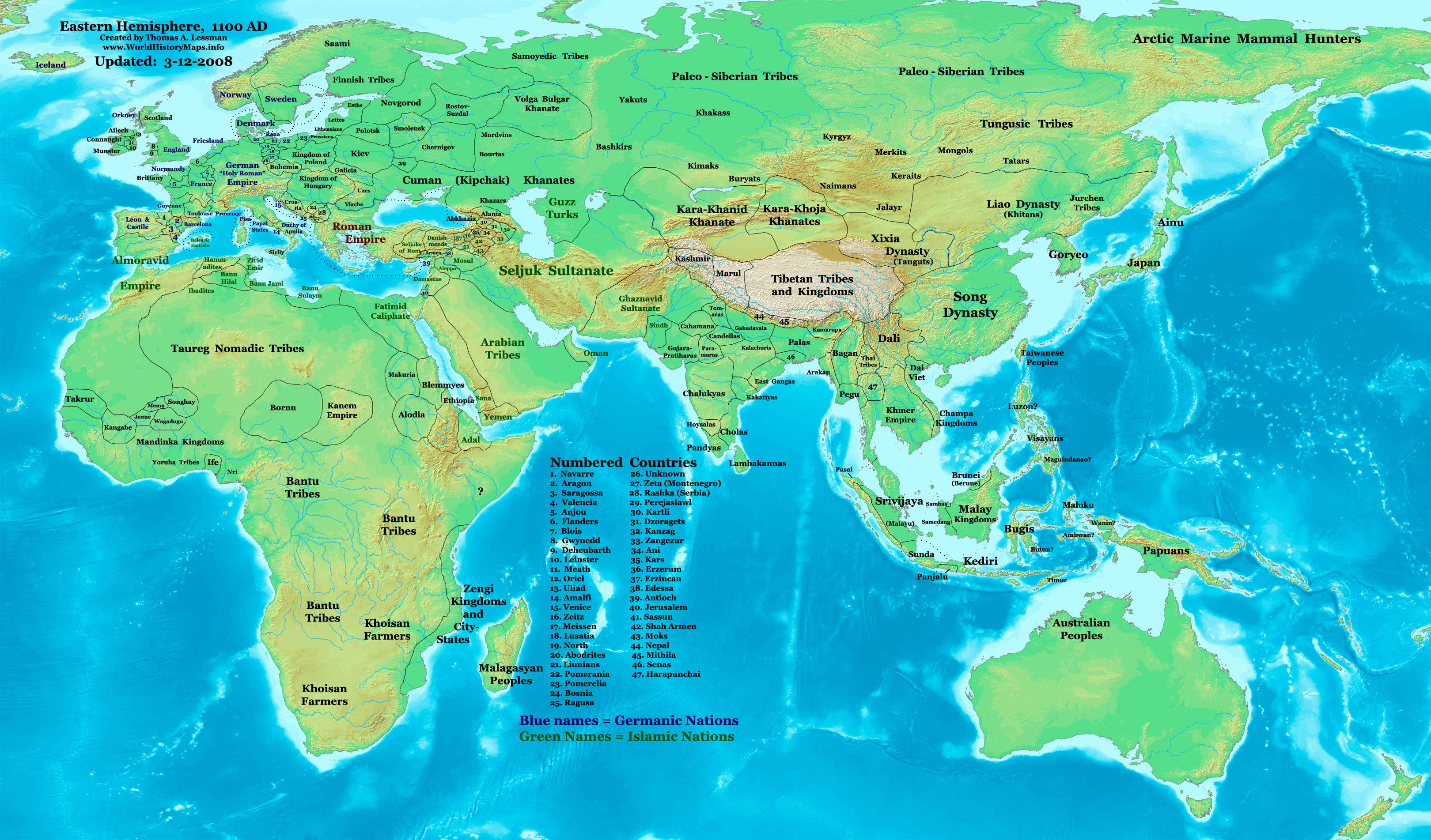
Hémisphère oriental à la fin du XIIe siècle montrant Nri et d'autres civilisations.

La date exacte de la fondation du royaume Nri, par la nomination du premier Prêtre-Roi (Ézè Nri) est incertaine. L'archéologie démontre une influence dès le IXe siècle sans pouvoir certifier la présence d'un Ézè Nri. Cette datation est appuyée par le chercheur M. A. Onwuejeogwu qui appuie son hypothèse sur les découvertes archéologiques, les données dynastiques des Nri et la tradition orale. Ce dernier considère que la fondation daterait de 948. Cependant la tradition orale considère que le premier Ézè Nri, Ìfikuánim, suit la fondation du royaume par le légendaire Eri en 1043. Selon Douglas B. Chambers, historien, la datation se situerait plutôt 1225, sur base d'autres datations effectuées sur la chambre funéraire. Enfin, d'autres auteurs considèrent que l'instauration de la culture Nri pourrait dater du XIVe siècle,. Cette dernière considération semble erronée puisque l'influence et la présence d'une structure politique Nri dans l'Igboland est confirmée au moins depuis le XIIe siècle.
L'identification chronologique est complexe à cause du mode de succession des Ézè Nri qui sont, en 1911, connus qu'au nombre de 19. La liste ne permet pas d'établir une succession chronologique cohérente en raison des longs interrègnes entre les intronisations. En effet, la tradition veut qu'au moins sept ans s'écoulent à la mort de l'Ézè Nri avant qu'un successeur puisse être déterminé. Cet interrègne sert de période de divination des signes du défunt qui communiquerait son choix de successeur d'outre-tombe durant les années qui suivent son décès. Cette période marque le début de la royauté Nri en tant qu'institution centralisée.

### Apogée
L'expansion du royaume de Nri s'effectue par l'envoi de mbùríchi (prêtres), ou de convertis, dans les communautés voisines. L'allégeance à l'Ézè Nri s'obtient par un serment rituel, et non par des conquêtes militaires. Dans la zone d'influence, l'autorité religieuse est dévolue au chef local et les liens sont maintenus par les mbùríchi itinérants.
À la fin du XVIe siècle, l'influence de Nri s'étend bien au-delà de la région septentrionale de l'Igboland jusqu'aux colonies d'Igbo sur la rive ouest du Niger et aux communautés soumises à l'empire du Bénin. Il existe des preuves solides indiquant l'influence des Igbo bien au-delà de la région d'Igbo jusqu'au Bénin et dans les régions du sud d'Igala comme l'Idah. À son apogée, le royaume de Nri a une influence sur plus de la moitié de l'Igboland et au-delà. La ville d'Onitsha et son fonctionnement représentent un compromis résultant de la conjonction des systèmes politiques nri et binis.
L'influence de Nri dans une grande partie du nord-ouest et de l'ouest d'Igboland s'étend des règnes du quatrième au neuvième Ézè Nri. À partir du dixième règne, des conflits internes surviennent, probablement à cause de l'importance commerciale de la traite des esclaves. Elles durent jusqu'au quatorzième règne.

### Déclin
Les intérêts du commerce avec les européens dégradent fortement l'influence diplomatique et religieuse du royaume Nri qui ne participe pas au commerce triangulaire. Le déclin s'amorce dès le début du XVIIIe siècle. Cependant, un première exemple de discordance existe déjà antérieurement. La ville d'Arochukwu, géographiquement éloignée du centre religieux, développe progressivement son identité religieuse avec son propre oracle et s'engage dans le commerce des esclaves avec les États du delta au XVIIe siècle.
Au cours du XVIIIe siècle, plusieurs États situés sous l'influence Nri refusent progressivement de respecter les règles en matière de traite des esclaves. Cependant, afin de légitimer leur pouvoir, ces états continuent de faire appel aux rituels Nri pour le couronnements de leurs rois. Le royaume Igala par exemple déclare également descendre de Nri, le fils d'Eri qui aurait fondé la ville sacrée de Nri. De plus, les différentes chefferies et États de la zone d'influence Nri qui ne possèdent pas de gouvernements centralisés souffrent également des raids destinés à capturer des esclaves. Les ports du delta oriental du Niger sont les plus importants ports d'exportation des esclaves de l'Afrique occidentale. Les populations Igbo, majoritairement sous influence Nri, sont considérées comme l'une des communautés les plus touchées de la traite négrière.
Cependant, le royaume survit jusqu'en 1911 où il ne reste qu'une forme de gouvernance très réduite. Une expédition menée par la Royal West African Frontier Force soumet l'Ézè Nri à la reddition. Ce dernier renonce au pouvoir rituel de la religion nommée ìkénga, mettant fin au royaume de Nri en tant que pouvoir politique.
Malgré cela, la ville de Nri, aujourd'hui Agukwu Nri, préserve un statut symbolique important pour les pratiquants du culte Igbo et sert toujours de sanctuaire malgré l'absence d'Ézè Nri en place. La hiérarchie sociale persiste via le système de titre de noblesse, permettant aux prêtres itinérants de continuer d'intervenir dans les rituels locaux. 

### Rétablissement socioculturel
Dans les années 70, les anciens États réclament une forme d'autonomie auprès du gouvernement nigérian. L'établissement et l'installation de ces chefs traditionnels suit une recommandation de 1976 qui permet au royaume de Nri de réinstaller un Ézè-Nri. La procédure légale prévoit que le chef traditionnel possède un support populaire et que sa communauté soit en mesure de fournir une constitution et un code moral. Dès 1974, l'Ézè-Nri est réinstauré et participe au couronnement de plusieurs États découlant de ce rétablissement socioculturel.

## Gouvernement

### Contexte
D'après la tradition orale, le royaume Nri aurait créé le système hiérarchique de titres pratiqué dans les politiques locales, en particulier celle des ozo. Cependant, on connait mal les mécanismes de la centralisation politique nri et son lien aux loges ozo.
Presque toutes les communautés d'Igboland sont organisées selon un système de titres. Les Igbo à l'ouest du fleuve Niger et sur sa rive est développent un système de royauté, gouvernant des États tels qu'Aboh, Onitsha et Oguta, sous le titre royal Obi, dérivant apparemment de l'Oba de l'empire béninois. Cependant, Obi, en langue Igbo, signifie également coeur et l'hypothèse d'une référence métaphorique, plutôt qu'un emprunt au Yoruba ou Edo est également probable.

### Théocratie élective

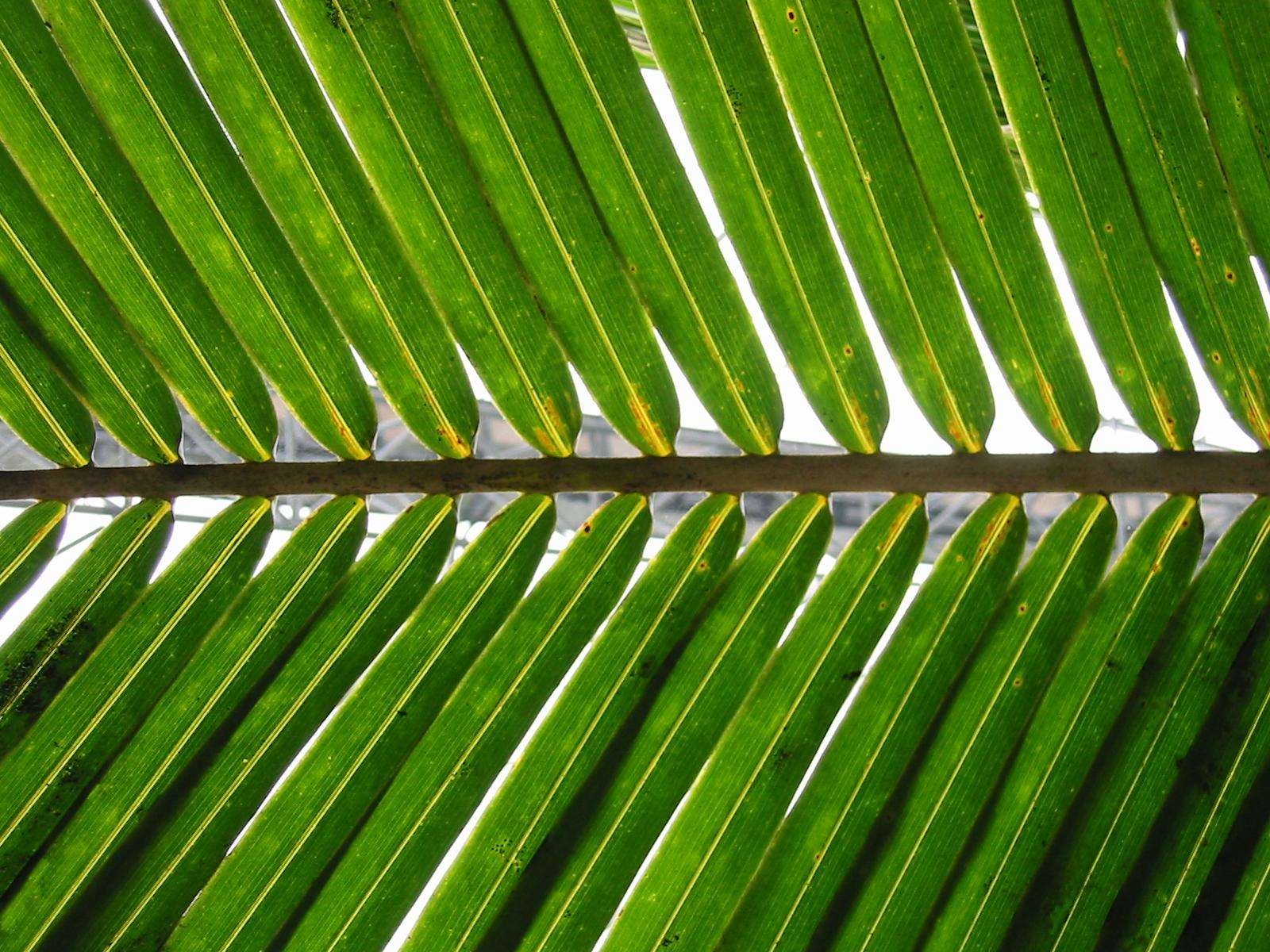
Une feuille de palmier tendre est un symbole Nri

Le centralisme politique nri est un cas unique chez les Igbo. Bien que considéré comme une monarchie élective, le royaume de Nri est un régime religieux, une forme de théocratie, qui s'est développé au cœur de la région d'Igbo. Le royaume Nri repose sur des tabous déclinés en codes symboliques de six types. Ceux-ci comprennent les tabous humains (tels que les jumeaux), animaux, objets, temporels, comportementaux, de la parole et du lieu. Les règles concernant ces tabous sont utilisées pour éduquer et gouverner les sujets Nri. Cela signifie que, bien que certains Igbo aient pu vivre sous une administration formelle différente, tous les adeptes de la religion Igbo doivent respecter les règles de la foi et obéir à son représentant sur terre.
Un symbole important parmi la religion Nri est l'omu, une feuille de palmier tendre, utilisée pour sacraliser et restreindre. Elle sert de protection aux délégations en déplacement ou de sauvegarde de certains objets. Une personne ou un objet portant une brindille d'omu est considéré comme protégé. L'influence de ces symboles et institutions s'étend au-delà de la sphère d'influence politique Nri, et ce système sociopolitique Igbo unique s'avère capable de contrôler des zones plus larges que les villages ou les villes.
Pendant de nombreux siècles, les habitants des zones liées aux Nri se sont engagés pour la paix. Ce pacifisme religieux est enraciné dans la croyance que la violence est une abomination qui pollue la terre. En cas d'actions qui vont à l'encontre des tabous, l'Ézè Nri peut déclarer une forme d'excommunication de l'ensemble des cultes odinani. Les membres de l'ikenga peuvent ainsi isoler des communautés entières via cette forme de siège rituel. Les villages cibles de cette décision sont dès lors rejeté de tout échanges du commerce interne jusqu'à ce que la sanction soit levée.
Après la reddition de l'Ézè Nri en 1911, le modèle de société prévu par le royaume Nri continue de jouer un rôle dans les décisions locales ainsi que dans les rouages du gouvernement colonial, puis national.

#### Ézè Nri

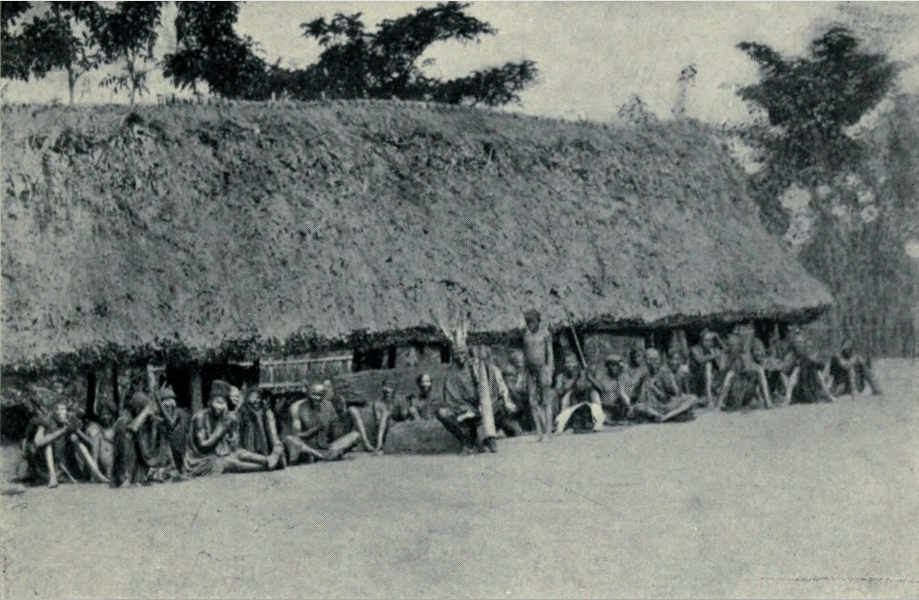
Ézè Nri Obalike fait sonner sa cloche

L'Ézè Nri est le titre du souverain du royaume Nri. Il possède un pouvoir rituel et mystique, mais pas militaire. Il s'agit d'une figure rituelle plutôt qu'un roi au sens traditionnel. Il est choisi après une période d'interrègne pendant que les électeurs attendent que des pouvoirs surnaturels se manifestent et dévoilent le nouvel Ézè Nri. Il est installé après un voyage symbolique à Aguleri sur la rivière Anambra. Les autorités doivent être notifiées avant le début de ce voyage pour obtenir l'Ududu-eze, le sceptre royal. Là, le processus d'hommage à tous les sanctuaires et divinités débute depuis Aguleri sous forme de pèlerinage rituel. Il visite de la tombe de Menri à Ama-Okpu, collecte l'Ofo, purifie un garçon vierge afin d'obtenir de l'argile d'un plongeur choisi par Umuezeora à Aguleri, s'asseoit sur le trône d'Eri à Enugwu Aguleri et retourne finalement le septième jour pour subir un enterrement et une exhumation symboliques. Au terme de ce pèlerinage rituel, il est oint d'argile blanche, un symbole de pureté. À sa mort, il est enterré assis dans une chambre funéraire en bois.

#### Ìkénga
Les prêtres Ndi Nri et la noblesse mbùríchi forment l'organe politique et religieux qui entoure l'Ézè Nri sous le nom d'Ìkénga, du même nom que le dieu de la réussite et du pouvoir. L'Ìkénga, aussi appelé culte de la main juste, représente l'ensemble des individus capables d'agir au nom de l'Ézè Nri dans les rituels. Alors que l'Ézè Nri vit à l'écart de ses adeptes, il emploie plusieurs groupes d'individus classés par un système de titres, qu'on appelle également Ndi Nri. Il s'agit de spécialistes des rituels identifiables par leurs scarifications faciales nommées ichi (en). Ils voyagent avec des sceptres de rituels de pacification afin de purifier la terre des crimes humains. Le ndi Nri exerce son autorité sur de vastes zones de l'Igboland et a le pouvoir d'élire le prochain Ézè Nri. Les états africains qui soumettent leur allégeance à l'influence religieuse du Royaume de Nri font également appel aux Ndi Nri pour le couronnement de leurs rois.
Les zones sous influence Nri, appelées Odinani Nri, permettent aux Ndi Nri de voyager librement sur leurs territoires afin d'effectuer des rituels d'abondance ou d'intervenir dans les affaires locales afin de rétablir l'harmonie. Les chefs locaux et individus dans la zone d'influence Nri peuvent également représenter et partager l'autorité morale de l'Ézè Nri en achetant le titre d'Ozo ou Nze. Ces hommes sont connus sous le nom de mbùríchi et deviennent une extension du système politico-religieux. .
Ces Ndi Nri ou hommes de Nri dominent la gestion du système politique en contrôlant l'accès rituel au monde des esprits, ainsi que l'accès à certaines connaissances. Ils contrôlent notamment le calendrier agricole ainsi que la médecine ifejioku pratiquée à base d'igname. Ils sont également juges grâce à leurs pouvoirs de devins et shamans pour déterminer la culpabilité ou l'innocence dans les différends locaux.  

### Oracles d'Ezira
La ville d'Ezira, située à 18 km de Nri et à 24 km d'Igbo-Ukwu, est considérée comme un grand centre spirituel et un lieu de repos des esprits des morts. Une importante concentration d'oracles religieux se trouve à Ezira, ainsi qu'une importante activité de fonte du bronze. En effet, la ville se spécialise dans la confection de cloches mortuaires. Ces objets ont un caractère sacré important reliant le monde des vivants au monde des esprits.
D'autres villes accueillent des oracles, en moindre mesure, dans le pays Igbo. C'est le cas de Kamalu (Etche), Igwe Kala (Umunoha), Agbala (Awka) et Ibini Okpube (Arochukwu) afin de maintenir l'influence locale. L'oracle d'Arochukwu, géographiquement éloigné du centre religieux, devient particulièrement important grâce aux marchands aro qui profitent de la traite négrière et développent leur réseau commercial dans les états du delta au XVIIe siècle. À la différence des prêtres de Nri, ils engagent des guerriers et sont enclins à la violence.

## Économie
Nri maintient son autorité jusqu'au XVIe siècle. La paix imposée par les tabous religieux et par la présence des mbùríchi permet au commerce de prospérer. Plusieurs objets témoignent de la circulation des marchandises et sont représentés dans les bronzes de cette période, tels que des chevaux, qui ne survivent pas à cause des infections provoquées par les mouches tsé-tsé, des coquillages trouvés à longue distance ou des matériaux précieux. Une tombe d'un dignitaire Nri est découverte avec de l'ivoire, indiquant également qu'une richesse commerciale existe parmi les Nri. Une autre source de revenus provient des fonds récoltés par les prêtres itinérants de l'Ikenga.
Contrairement aux principales ressources en circulation dans l'Afrique de l'Ouest, le royaume de Nri ne pratique pas la propriété ni le commerce d'esclaves. Certaines parties du domaine Nri, deviennent des sanctuaires pour esclaves en fuite. En effet, le dixième Ézè Nri permet à tout esclave qui met le pied dans l'espace d'influence Nri de devenir libre.
Grâce à son influence politique et religieuse, l'économie du royaume Nri repose sur un vaste réseau de commerce intérieur et extérieur. D'autres aspects de l'économie de Nri sont la chasse et l'agriculture.

## Culture

### Traditions et légendes orales
Un important tissu de traditions et légendes orales concerne le royaume Nri, principalement diffusé par les prêtres itinérants. Ces différentes légendes comportent de nombreuses variations appropriées par les différentes chefferies sous influence Nri. Cette tradition permet d'asseoir l'hégémonie historique Nri au point qu'ils sont considérés comme les premiers Igbo.
Une légende entoure la culture agricole de l'igname. La tradition orale indique que face à une importante famine, l'Ézè Nri en place effectue un sacrifice rituel humain en tuant son fils aîné et sa fille. À la suite de cela, des pousses d'ignames et de cocoyam (en) auraient germé sur les terrains où les différents morceaux de leurs corps sont enterrés. L'igname aurait préféré la terre où se trouve son fils tandis que le cocoyam aurait préféré la terre où se trouve sa fille. L'Ézè Nri aurait cuisiné les deux aliments, les aurait consommé, et en conséquence aurait indiqué aux habitants comment les cultiver. À la suite de ce succès, le peuple Igbo a donné à l'Ézè Nri le surnom de roi de l'igname. Un interdit rituel s'instaure également quant à la consommation de l'igname : sa consommation ne peut se faire qu'après le festival du nouvel igname. Cette tradition présente une fonction écologique afin que les jeunes pousses de la plante ne soient pas consommées avant matûrité. 

### Art

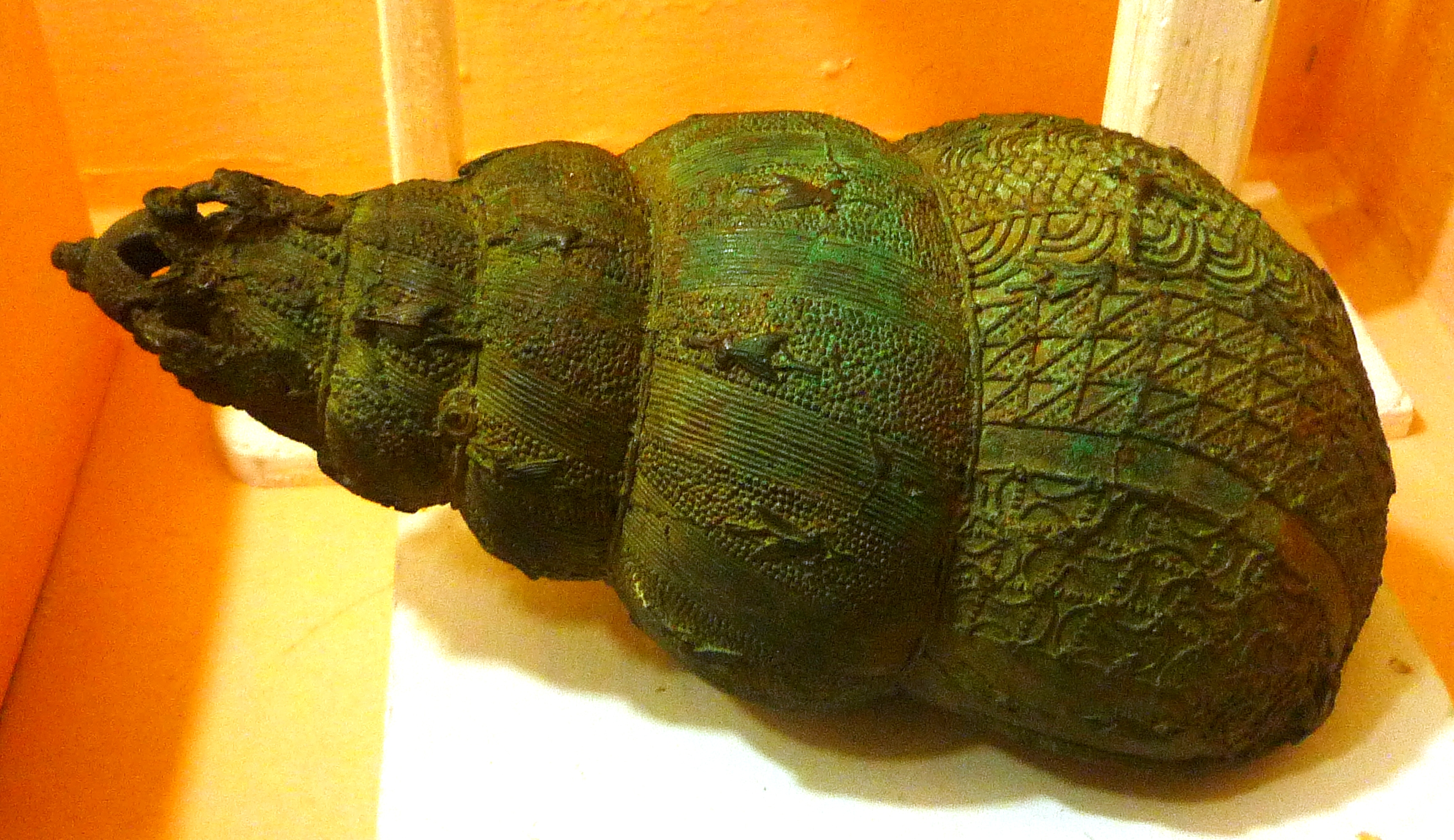
Récipient en bronze du IXe siècle en forme de coquille d'escargot découvert à Igbo-Ukwu, au Musée national du Nigeria (Lagos)

La ville d'Igbo-Ukwu fait partie du royaume Nri et se trouve à 18 km au sud de Nri. Ses artisans sont réputés pour les techniques artisanales de fonte de bronze,. Les bronzes d'Igbo-Ukwu sont souvent comparés à ceux d'Ife et du Bénin, mais ils sont issus d'une tradition différente et sont associés aux Ézè Nri par les descendants d'Eri. Les plus anciens éléments en bronze du Nigeria sont effectivement découverts dans le territoire Igbo à l'est du fleuve Niger sur un site daté du IXe siècle, ce qui le rend plus ancien que ceux d'Ife.
Il semble que l'influence religieuse du royaume Nri se soit accompagnée d'une influence artistique sur l'ensemble du bas Niger. Les sculptures découvertes sur plusieurs sites sont similaires à ceux d'Igbo-Ukwu. Les grandes sculptures de l'Empire du Bénin, en revanche, sont presque toujours en laiton avec, au fil du temps, des pourcentages de plus en plus importants de zinc ajoutés.
Les bronzes d'Igbo-Ukwu portent une attention particulière aux détails représentant des oiseaux, des escargots, des caméléons et d'autres aspects naturels du monde tels qu'un oiseau en train d'éclore. D'autres pièces comprennent des gourdes et des récipients qui sont souvent munis d'une poignée. Les pièces sont si fines que de petits insectes sont inclus sur la surface de certaines d'entre elles, tandis que d'autres sont entourées de ce qui ressemble à des fils de bronze. Aucun de ces détails supplémentaires n'est réalisé séparément ; les bronzes sont tous coulés d'une seule pièce. Igbo-Ukwu met en évidence l'existence d'une tradition précoce de fonte du bronze à Nri.
On trouve également des cloches en bronze dans les tombes des personnalités importantes qui sont un symbole important d'autorité et de pouvoir. L'art d'Igbo-Ukwu et Ezira témoignent de cette pratique qui a persisté jusqu'au début de ce siècle. L'utilisation de cloches, comme symbole d'autorité, est identifié au-delà de la zone d'influence directe du royaume de Nri.

## Religion
L'influence Nri s'enracine dans l'exploitation d'idéologies, doctrines et symboles religieux au travers de tabous et rituels auxquels se soumettent les pratiquants. L'effusion de sang étant considérée comme un tabou, les armes représentent des objets de rituel. Les croyances religieuses occupent une place centrale dans le royaume de Nri. La tradition orale nri indique qu'une abondance d'ignames et de cocoyams (en) peuvent être offerts à l'Ézè Nri contre des bénédictions en retour. On croit que l'influence du royaume Nri et l'abondance de nourriture proviennent de ces bénédictions. 

### Terre sacrée
La capitale religieuse, Nri, est considérée comme une terre sainte pour les Igbo. Il s'agit d'un lieu où les péchés et les tabous peuvent être absous par le simple fait d'y entrer. Il est de coutume d'engager un pèlerinage vers Nri pour effectuer une purification rituelle des enfants qui entravent un tabou plutôt que de devoir les faire tuer. 
Les rues de Nri sont les rues des dieux, au travers desquelles ceux qui meurent dans d'autres régions de l'Igboland passent afin de se rendre dans les terres des Esprits.
Selon le mythe de la création Nri, un autre territoire sacré existe à Aguleri et est considéré comme le lieu où « toutes choses ont débuté ». Il s'agit du lieu de pèlerinage vers lequel se rend l'Ézè Nri avant sa nomination afin d'y suivre plusieurs rituels. Nri et Aguleri font historiquement partie du clan Umueri, un groupement de villages Igbo qui retracent leurs origines au mythe créateur par l'être céleste nommé Éri.

### Croyance
Les Nri croient que le soleil est la demeure d'Anyanwu (divinité de la lumière) et d'Agbala (divinité de la fertilité). Agbala est l'esprit collectif de tous les êtres saints (humains et non humains). Agbala est l'agent parfait de Chukwu ou Chineke (le Dieu créateur) et ne choisit ses agents humains et non humains que par leur mérite ; il ne connait pas la politique. Il transcende la religion, la culture et le genre, et travaille avec les humbles et les véridiques. Ils croient qu'Anyanwu est le symbole de la perfection humaine que tous doivent rechercher et Agbala est chargé d'y conduire l'homme.

### Persistance du culte
Malgré la fin du royaume Nri en 1911, le culte persiste. Au XXe siècle, avant la réinstauration socioculturelle du royaume de Nri, des prêtres Nri sont encore fréquemment appelés afin de consacrer un terrain. Mais l'absence d'Ézè Nri, en tant que représentant divin, ne permet plus d'effectuer certaines purifications et les pratiquants du culte se soumettent à différentes sortes de sacrifices à défaut de pouvoir faire purifier les tabous.

## Coutumes

### Valeurs
La tradition Nri est fondée sur les valeurs de paix, de vérité et d'harmonie. Ces idéologies se répandent grâce aux commerçants ritualistes Ozo qui maintiennent l'influence de Nri en voyageant et en diffusant ses pratiques à d'autres communautés. Ces hommes sont identifiés grâce aux scarifications faciales rituelles qu'ils subissent. Les Nri croient au nettoyage et à la purification de la terre par des forces surnaturelles appelées Ana et Ajana qui chassent les abominations et les crimes humains.

### Igbu Aro
Le festival Igbu Aro (littéralement : décompte de l'année) est un festival royal que l'Ézè Nri utilise pour maintenir son influence sur les communautés sous son autorité. Chacune de ces communautés envoie des représentants pour rendre hommage lors de la cérémonie afin de montrer leur loyauté. À la fin, l'Ézè Nri donne aux représentants un médicament à base d'igname et une bénédiction de fertilité pour leurs communautés. Le festival est considéré comme un jour de paix et certaines activités sont interdites telles que la plantation de cultures avant le jour de la cérémonie, le fendage du bois et le bruit inutile. Igu Aro est un événement régulier qui donnait l'occasion à l'eze de parler directement à toutes les communautés sous lui.

### Ichi, marque de noblesse

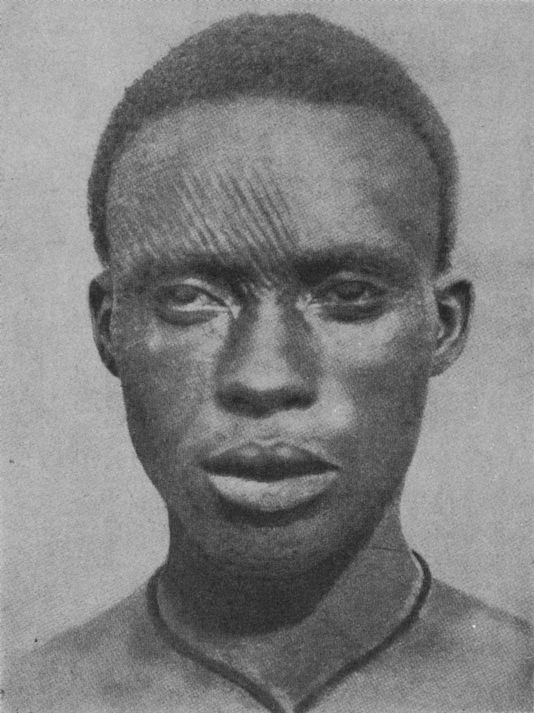
Un homme Igbo avec des marques faciales de noblesse connu sous le nom d'Ichi.

La scarification rituelle à Nri est connue sous le nom d'Ichi dont il existe deux styles : le style Nri et le style Agbaja. Dans le style Nri, la scarification part du centre du front jusqu'au menton. Une deuxième ligne traverse le visage, de la joue droite vers la gauche. Cela est répété pour obtenir un motif destiné à imiter les rayons du soleil. Dans le style Agbaja, des cercles et des motifs semi-circulaires sont ajoutés aux incisions initiales pour représenter la lune. Ces scarifications sont données aux représentants de l'Ézè Nri ; les mburichi. La scarification est le mode d'expression Nri utilisé pour honorer le soleil pour lequel ils vouent une adoration, il s'agit d'une forme de purification rituelle.
La scarification trouve son origine dans la mythologie Nri. Le fils d'Eri qui fonde la ville de Nri aurait imploré Chukwu, le Dieu créateur, à cause de la famine. Chukwu lui aurait ordonné d'exécuter un rituel qui consiste à couper les têtes de son premier fils et de sa première fille, puis de les planter dans la terre afin de créer un lien de sang entre les Igbo et la divinité de la terre, Ana. Il reçoit également l'ordre d'effectuer une scarification ichi (en) sur leur front avant d'exécuter le rituel. L'igname de coco, une culture gérée par des femmes, serait né de la tête de sa fille tandis que l'igname, la culture de base des peuples Igbo, serait née de la tête de son fils. Chukwu aurait alors enseigné la domestication des plantes aux Nri. C'est ainsi que, par tradition, chaque premier fils et première fille de l'Ézè Nri doivent subir les scarifications sept jours après leur naissance. La fille de l'Ézè Nri est la seule femme pouvant recevoir cette scarification. Le fils d'Eri reçoit également des connaissances sur la médecine de l'igname (ogwu ji). Les habitants des autres communautés Igbo se rendent en pèlerinage à la ville de Nri afin de recevoir ce savoir en l'échange d'un tribut annuel,.